# Malacorhinus semifasciatus
Malacorhinus semifasciatus es una especie de insecto coleóptero de la familia Chrysomelidae.
Fue descrita científicamente en 1887 por Jacoby.